# エウポルボス
エウポルボス（古希: Εὔφορβος, Euphorbos）は、ギリシア神話の人物である。トロイアの老臣パントオスとプロンティスの子で、プーリュダマース（ポリュダマース）、ヒュペレーノールと兄弟。エウポルボスは髪の美しい青年で、トロイア戦争で活躍した。
パトロクロスはアキレウスの鎧をまとって戦い活躍したが、アポローンはパトロクロスの背中を打ってパトロクロスの意識を混濁させ、槍を砕き、さらに鎧を解いた。そのためパトロクロスは一瞬無防備のまま立ちつくし、エウポルボスは背後から槍を投げてパトロクロスに深手を負わせた。しかしとどめを刺す勇気はなく、槍を抜いて味方の軍に逃げ込み、ヘクトールはパトロクロスが退こうとするところを襲って殺した。それを見たエウポルボスはパトロクロスの遺体に駆け寄って、メネラーオスと遺体を巡って戦ったが、首を槍で突かれて殺された。
アルゴリス地方のヘライオンの聖域にはメネラーオスが奉納したエウポルボスのものとされる丸楯があったが、後世、哲学者のピタゴラスは自分の前世はトロイアのエウポルボスであったといい、アルゴスでエウポルボスの丸楯を見て前世を懐かしんだという。